# Thyreotus bifasciatus
Thyreotus bifasciatus is een hooiwagen uit de familie Epedanidae.